# Magnolia lotungensis
Magnolia lotungensis este o specie de plante din genul Magnolia, familia Magnoliaceae, descrisă de Woon Young Chun și C.H.Tsoong. A fost clasificată de IUCN ca specie cu risc scăzut. Conform Catalogue of Life specia Magnolia lotungensis nu are subspecii cunoscute.